# Distretto di Ariano
Il distretto di Ariano fu una delle suddivisioni amministrative del Regno delle Due Sicilie, subordinate alla provincia di Principato Ultra, soppressa nel 1860.
Confinava a nord-ovest con il distretto di Campobasso, a nord-est con il distretto di Bovino, a sud-est con il distretto di Sant'Angelo de' Lombardi e a sud-ovest con il distretto di Avellino, nonché con la delegazione apostolica di Benevento.

## Istituzione e soppressione
Fu costituito nel con la legge 132 del 1806 Sulla divisione ed amministrazione delle province del Regno, varata l'8 agosto di quell'anno da Giuseppe Bonaparte. Con l'occupazione garibaldina e l'annessione al Regno di Sardegna del 1860, l'ente fu soppresso.

## Suddivisione in circondari
Il distretto era suddiviso in successivi livelli amministrativi dipendenti gerarchicamente dal precedente. Al livello immediatamente inferiore vi erano infatti i circondari che, a loro volta, erano suddivisi in comuni, i quali rappresentano tuttora l'unità di base della struttura politico-amministrativa dello Stato moderno. A questi ultimi potevano far capo i villaggi, nuclei a carattere prevalentemente rurale. I circondari del distretto di Ariano ammontavano a nove ed erano i seguenti:
- Circondario di Ariano:
Ariano
- Circondario di Castelbaronia:
Carife, Castel Baronia, San Nicola Baronia, San Sossio, Trevico[2], Vallata
- Circondario di Flumeri:
Flumeri, Villanova, Zungoli
- Circondario di Grottaminarda:
 Bonito, Grottaminarda, Melito
- Circondario di Mirabella:
Fontanarosa, Mirabella, Taurasi
- Circondario di Montecalvo:
Casalbore, Montecalvo, Montemale
- Circondario di Paduli:
Apice, Buonalbergo, Paduli
- Circondario di Pescolamazza:
Fragneto l'Abate, Fragneto Monforte, Pago, Pescolamazza, Pietrelcina
- Circondario di San Giorgio La Molara:
Molinara, San Giorgio La Molara, San Marco dei Cavoti